# Georges Friedel

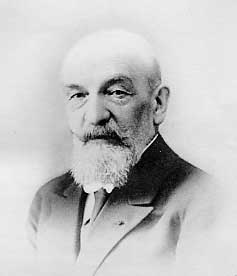
Georges Friedel

Georges Friedel (ur. 19 lipca 1865 w Miluzie, zm. 11 grudnia 1933 w Strasburgu) – francuski mineralog i krystalograf.

## Życiorys
Syn chemika Charles'a Friedela.
Studiował na École Polytechnique w Paryżu oraz École Nationale des Mines w Saint-Étienne. Był uczniem François Mallarda. W 1893 otrzymał profesurę na swojej uczelni École Nationale des Mines. Po I wojnie światowej powrócił do Strasburga. W 1922 opisał strukturę i właściwości ciekłych kryształów. Z powodów zdrowotnych musiał w 1930 zaprzestać pracy zawodowej. Zmarł trzy lata później. Wraz z żoną Helen Berger-Levrault doczekał się pięciorga dzieci, w tym Edmonda Friedela – dyrektora Ecole des Mines de Paris.